# Mirza Ghassemi
Mirza Ghassemi (persa: میرزاقاسمی, Mirzā-Ghāsemi) es un aperitivo iraní o principal a base de tandoori o berenjena asada (berenjena), distinto del norte de Irán y la región del Mar Caspio y especialmente de la provincia de Bali. Es ampliamente conocido como Dip de berenjena persa en los países occidentales.

## Etimología
La palabra Mirzā-Ghāsemi varia en castellano, puede incluir Mirza Ghassemi, Mirza Ghasemi, Mirza Qasemi.
El plato consiste en berenjenas sazonadas con ajo, tomate, cúrcuma, aceite o mantequilla, sal y pimienta unidas con huevos. Se puede preparar como un plato de cazuela, y generalmente se sirve con pan o arroz. La variante hecha con calabacín en lugar de berenjena se llama Kadoo Ghassemi.